# FK Grobinas
Grobiņas sporta centrs/Liepājas Futbola skola, nommé généralement Grobinas SC ou FK Grobinas, est un club de football letton fondé en 2009 et basé à Grobiņa et évoluant en Virsliga, le plus haut niveau du football en Lettonie.
Club résolument formateur, il accède pour la première fois en championnat de D1 en 2024 et s'y maintient depuis. L'équipe première du club est entrainée par l'ancien international letton Viktors Dobrecovs et évolue au stade Daugavas de Liepāja.

## Histoire
Le club est fondé en 2009 et basé à Grobinas, une localité très proche de Liepāja. En 2016, l'équipe fanion remporte le championnat régional de Kurzeme et accède à la deuxième division ou le club se maintiens avec une belle quatrième place.
En 2022, l'équipe atteint les barrages de montées mais s'incline par deux fois contre Metta, équipe de première division, et échoue donc à la promotion,. La saison suivante est de grande qualité et les hommes de Dobrecovs accèdent enfin à la première division et au statut professionnel en remportant la seconde division.
Pour sa première saison en D1, le club se maintiens à la faveur d'un barrage de relégation remporté contre le JDFS Alberts.

## Bilan sportif
- Championnat de Lettonie de football de deuxième division : 
  - Champion : 2023
- Championnat régional de Kurzeme : 
  - Champion : 2016

### Bilan saison par saison
| Saison | Championnat | Championnat | Championnat | Championnat | Championnat | Championnat | Championnat | Championnat | Championnat | Championnat | Coupe de Lettonie   |
| Saison | Division    | Pos         | Pts         | J           | V           | N           | D           | BP          | BC          | Diff        | Coupe de Lettonie   |
| ------ | ----------- | ----------- | ----------- | ----------- | ----------- | ----------- | ----------- | ----------- | ----------- | ----------- | ------------------- |
| 2016   | 3e          | 1er         | 30          | 10          | 10          | 0           | 0           | 39          | 4           | +35         | 2e tour             |
| 2017   | 2e          | 4e          | 44          | 22          | 14          | 2           | 6           | 62          | 41          | +21         | 1er tour            |
| 2018   | 2e          | 9e          | 20          | 22          | 6           | 2           | 14          | 40          | 75          | -35         | 4e tour             |
| 2019   | 2e          | 7e          | 30          | 27          | 10          | 0           | 17          | 56          | 104         | -48         | 3e tour             |
| 2020   | 2e          | 1er         |             |             |             |             |             |             |             |             |                     |
| 2021   | 2e          | 6e          | 19          | 14          | 5           | 4           | 5           | 19          | 25          | -6          | 3e tour             |
| 2022   | 2e          | 3e          | 53          | 26          | 17          | 2           | 7           | 85          | 39          | +46         | Demi-finale         |
| 2023   | 2e          | 1er         | 66          | 26          | 21          | 3           | 2           | 71          | 17          | +54         | 3e tour             |
| 2024   | 1ère        | 9e          | 29          | 36          | 8           | 5           | 23          | 34          | 78          | -44         | Huitièmes de finale |
| 2025   | 1ère        | En cours    | En cours    | En cours    | En cours    | En cours    | En cours    | En cours    | En cours    | En cours    | En cours            |